# ريكاردو غولارت
ريكاردو غولارت بيريرا (بالبرتغالية: Ricardo Goulart‏)؛ (مواليد 5 يونيو 1991) هو لاعب كرة قدم برازيلي يلعب حالياً مع نادي غوانغجو في الدوري الصيني الممتاز.

## روابط خارجية
- ريكاردو غولارت على موقع الاتحاد الدولي (مؤرشف)  (الإنجليزية)
- ريكاردو غولارت على موقع قاعدة بيانات كرة القدم.إي يو (الإنجليزية)
- ريكاردو غولارت على موقع ليكيب (الفرنسية)
- ريكاردو غولارت على موقع ناشيونال فوتبول تيمز (الإنجليزية)
- ريكاردو غولارت على موقع Soccerway.com (الإنجليزية)
- ريكاردو غولارت على موقع عالم كرة القدم.نت (الإنجليزية)
- ريكاردو غولارت على موقع كووورة